# Ash Ketchum
Ash Ketchum (サトシ, Satoshi) é um personagem fictício da franquia Pokémon, propriedade das empresas Nintendo, Game Freak e Creatures.
Criado por Satoshi Tajiri, Ash Ketchum como é conhecido, é o protagonista da série de anime Pokémon. Ash é um treinador Pokémon cujo maior objetivo é o de se tornar o maior Mestre Pokémon do mundo.

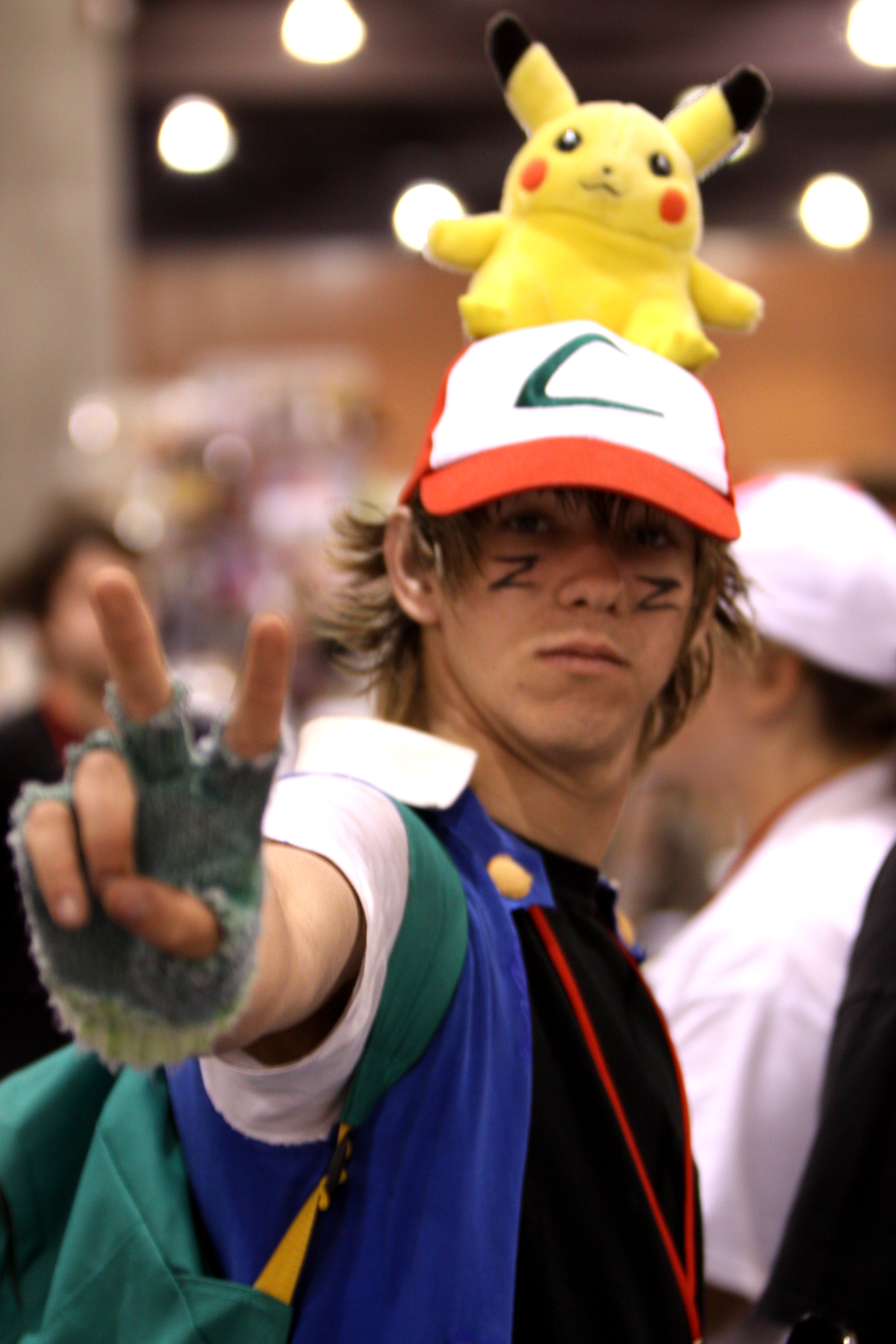
Ash Ketchum (Cosplay)

No Japão, Ash foi dublado por Rica Matsumoto desde o início do anime (Rica também faz músicas para o anime no Japão); nos Estados Unidos por Sarah Natochenny desde 2006, substituindo Veronica Taylor; e no Brasil, foi dublado por Fábio Lucindo até a saga XY, depois passou a ser dublado por Charles Emmanuel a partir da saga XY&Z.
Seu nome em inglês é derivado do nome japonês (como as letras 'ash' estão incluídas em 'Satoshi') e seu lema em inglês é derivado do lema japonês (como as letras "Gotta catch 'em all!" estão incluídas em "Pokémon getto da ze!"). O sonho de Ash é se tornar um Mestre Pokémon. Ele é vagamente baseado em Red, o protagonista dos jogos Pokémon Red, Green, Blue e Yellow, bem como os remakes Pokémon FireRed e LeafGreen.
Ash Ketchum foi mencionado pela primeira vez em um jogo eletrônico no diálogo de Pokémon Play It!, e sua primeira aparição em um jogo foi em Pokémon Puzzle League. Satoshi Tajiri, o criador de Pokémon, com quem Ash compartilha seu nome japonês, afirmou que Ash representa o 'aspecto humano' da série, e que Ash reflete como ele era quando criança.
Devido à enorme popularidade, sucesso e longevidade da série de animação de Pokémon em todo o mundo desde a sua estreia, Ash passou a se tornar um dos personagens fictícios mais conhecidos e reconhecíveis de todos os tempos devido ao seu status de protagonista do anime Pokémon.  No entanto, ele é muitas vezes ofuscado na representação da série pelo mascote da franquia, Pikachu. Apesar disso, Ash, junto com outros da série, é considerado um ícone da cultura pop e um personagem relevante da onda de animé do final dos anos 1990; que é creditado pela maioria dos fãs de animações japonesas como tendo popularizado estas no Ocidente, ao lado de outros protagonistas, como Goku de Dragon Ball, Yugi de Yu-Gi-Oh! e Usagi Tsukino de Sailor Moon.
Ash foi criticado por estar preso em uma 'linha do tempo flutuante', bem como por sua incapacidade de vencer qualquer liga de Pokémon importante até a 22ª temporada do anime. No entanto, sua longevidade e persistência também foram recebidas positivamente pelos principais meios de comunicação, como CNN e BBC, pois representam que nunca é tarde demais para alcançar os sonhos.
As roupas de Ash através do anime, especialmente seus vários bonés, também são considerados tão icônicos quanto ele, e também têm boa recepção, em particular, seu primeiro traje da série original. Ele é o vencedor da Orange League e também o Campeão Pokémon da Região de Alola, recebendo o título depois de vencer sua primeira Conferência da Liga Pokémon.
Ash também se tornou o Campeão Mundial, conhecido como o 'Monarca', depois de derrotar Leon no Campeonato da Coroação Mundial. Isso faz dele o treinador Pokémon mais forte do mundo.
Em 16 de dezembro de 2022, após 25 anos e 25 temporadas, a The Pokémon Company anunciou que Ash e Pikachu deixariam o anime na temporada seguinte, que se passará na região dos jogos Pokémon Scarlet e Violet, abrindo espaço a dois novos protagonistas.

## Significado do nome
Na versão japonesa, seu nome é Satoshi, derivado diretamente do nome do criador da franquia, Satoshi Tajiri. É bem provável que seu nome americano tenha sido escolhido entre os nomes disponíveis nas versões Red e Blue originais e em Pokémon Yellow, onde "Ash" é uma das opções de nome prontas para o personagem jogador das versões americanas, e seu sobrenome "Ketchum" é um trocadilho com o slogan americano da franquia, "Gotta catch 'em all". Na versão francesa do anime, Ash é chamado de "Sacha".

## Biografia
Ash nasceu em Kanto na cidade de Pallet. Quando completou 10 anos, foi ao laboratório do Professor Carvalho buscar seu primeiro Pokémon. Ele de início escolhe um Squirtle, porém este já fora levado por seu rival Gary Carvalho; depois tenta escolher Bulbasaur e Charmander, porém também tinham sido levados, lhe restando apenas um Pikachu, tornando-se também protagonista do anime junto com Ash. Ele tem como objetivo se tornar o maior mestre Pokémon do mundo, viajando por diversas regiões e competindo em várias ligas regionais.

## Aparência
Ash tem a pele morena, tem abaixo dos olhos um "raio", que é uma marca de nascença. Seus cabelos são negros e espetados para os lados e tem o olho castanho escuro. Atualmente ele usa uma camisa azul com listras horizontais brancas, uma bermuda saruel cinza com detalhes vermelhos, um tênis azul com detalhes brancos e um boné vermelho de aba reta branca e azul na extremidade.

## Aparições

### Anime
Desde a primeira temporada, é protagonista do anime de Pokémon, exceto nos spin-offs.

### Mangá
Ash também aparece como protagonista no mangá As Aventuras Elétricas de Pikachu. O Ash desta série é muito diferente do apresentado no anime, por ser mais preguiçoso, viajar quase sempre sozinho e adorar garotas mais velhas. Como no anime, seu Pokémon inicial é Pikachu, mas Ash não o recebe do Professor Carvalho e sim o encontra roendo a fiação elétrica de sua casa. Como no desenho, Ash conquistou a confiança de Pikachu o salvando de um bando de Spearow. O mangá conclui-se com a vitória de Ash na Liga Laranja, após a qual ele passa a viajar com Gary.

### Jogos
Ash possui duas aparições em jogos da franquia; em Pokémon Puzzle League, lançado no ano de 2000 para Nintendo 64 e em Pokémon Masters EX, para Android e iOS. Em Pokémon Red e Blue (e nos remakes FireRed e LeafGreen), ele contém uma linha do tempo semelhante ao do protagonista Red. Isso se reproduz em quase todos os jogos da série principal.

## Pokémon
Dentre os protagonistas, Ash é o que mais captura e armazena Pokémon durante as temporadas. Seu principal Pokémon é o Pikachu (desde o primeiro episódio) que o acompanha fora da PokéBola, estando sempre presente em todas as formações de equipe usadas pelo treinador.
Embora já tenha várias espécies de Pokémon em sua coleção, uma constante nas equipes de Ash é o fato dele sempre ter um ou todos os Pokémon iniciais normalmente escolhidos pelos treinadores de uma região (como nos jogos). Em geral, seus iniciais também terminam ganhando boa parte do destaque em seus times. Na série original (que compreende Kanto à Johto), ele capturou os dois trios de iniciais de Kanto e Johto, sendo Charizard, antes um tímido Charmander que lhe deu muito trabalho após a evolução, seu segundo melhor parceiro depois de Pikachu, além de principal combatente. Em Hoenn, Sceptile, evoluído de um Treecko, seu único inicial da região. Em Sinnoh, Torterra (evoluído de Turtwig) e Infernape (antes um Chimchar pertencente ao Paul) foram seus iniciais, marcando também a primeira vez em que Ash teve dois iniciais totalmente evoluídos em uma equipe. Chegando a Unova, novamente os três iniciais ingressaram ao time, mas Pignite (evoluído de um Tepig) foi o que mais se desenvolveu como lutador. Por fim, em Kalos, Greninja (evoluído de Froakie) é o único dos iniciais a ingressar nas fileiras de Ash, mas com uma já notável habilidade conhecida como uma fusão de Ash e o Greninja, fazendo-o se tornar o Ash-Greninja, sendo a primeira vez em que um membro regular do tipo água na equipe de Ash evolui.
Sendo um Treinador Pokémon, Ash sempre carrega 6 Pokémon por jornada (por padrão), sendo que a maioria deles estão guardados com o prof. Carvalho. Outros (como Squirtle e Primeape) são deixados em certos lugares para treinamento, embora ainda pertençam a ele. Na série original, Ash costumava se despedir de muitos Pokémon que viajaram com ele, porém, a partir de Johto, passa a deixar suas capturas regionais todas em Pallet, com o prof. Carvalho. Nesse meio tempo, as únicas exceções foram o Aipom que Ash pegou em Kanto e que trocou permanentemente pelo Buizel de Dawn, e Goodra, a quem ele treinou em Kalos, mas o deixou voltar para seu lar nas Wetlands, além do Greninja (Ash-Greninja). Entre os tipos de Pokémon que Ash nunca teve oficialmente estão Psíquico, Fantasma e Fada. Ele já liberou vários Pokémon, entre eles o Lapras, o Pidgeot e o Butterfree, e deixou vários em treinamento, porém estes ele ainda tem acesso, são estes o Squirtle e o Primeape.